# Mendoncia gilgiana
Mendoncia gilgiana är en akantusväxtart som först beskrevs av Gustav Lindau, och fick sitt nu gällande namn av Raymond Benoist. Mendoncia gilgiana ingår i släktet Mendoncia och familjen akantusväxter. Inga underarter finns listade i Catalogue of Life.